# Brandon Tabb
Brandon Tabb (Hampton, 25 dicembre 1995) è un cestista statunitense.

## Palmarès
- Coppa di Danimarca: 1

Horsens IC: 2019